# دوناتوس
دوناتوس، هو رجل دين مسيحي أمازيغي ولد في مقاطعة أفريكا الرومانية في منطقة الأوراس تيفست، قاد ثورة ضد الرومان والبيزنطيين درس الدين المسيحي ثم تدرج في مناصب المسيحية قاد الحركة الدوناتية أصبح له أنصار من الأمازيغ فنجحت الدوناتية بتحول المقاومة العسكرية إلى دينية (المسيحية الوطنية) نجح أنصار دوناتوس في تقليص نفوذ المذهب الكاثوليكي الروماني في ذلك الوقت.

## تاريخ
دونا أو دونا الكبير (Donat le Grand) وباللاتينية (Donatus Magnus). ولد دوناتوس في القرن الثالث الميلادي في “نڨرين” ولاية تبسة ويعتبر من أهم الزعماء البرابرة الذين واجهوا الرومان بكل ما أوتي من علم ومن قوة. وهو أيضا من أهم المدافعين عن العقيدة المسيحية في الوسط الأمازيغي، وهو قس وراهب في قرية بربرية، وصار بعد ذلك أسقفا وزعيما دينيا كبيرا في إفريقيا الشمالية، وله أتباع كثيرون يدافعون عن المذهب الذي أسسه نظرية وممارسة. وهو كذلك مؤلف كتاب ديني تحت عنوان”الروح القدس”كونه زعيم المذهب الديني الدوناتي الذي تشكل في خضم الصراع الكنسي الدائر يومئذ. وقد انضوى تحت هذا المذهب كل الرافضين للسيطرة الرومانية بما فيهم مذهب “الدوارين” و ثورة  فرموس ” اللذان رفعا راية العصيان والثورة والتمرد عن الحكومة الرومانية، وقد توفي دوناتوس في355م (1)

## تطور ثورة دوناتوس
ظهرت الثورة الدوناتية في شمال إفريقيا وبالضبط في أفريقية إلا عندما تبنى الإمبراطور الروماني تيودوز العقيدة المسيحية دينا رسميا للدولة الرومانية منذ بداية القرن الرابع، فاستغل دوناتوس الفرصة فأسس مذهبا مسيحيا أمازيغيا مستقلا ألا وهو “المذهب الدوناتي”. فأقبل الأمازيغيون على هذا المذهب الجديد للتخلص من نير الاستعمار الروماني، ومن الظلم والضيم والعبودية والذل والعار. وهذا ما جعل الأمازيغيين يعطون لكنيستهم صبغة قومية لتدافع عن مطالب السكان المحليين وتحميهم من تجبر القوات الرومانية وطغيان المستغلين من الأرستقراطيين ورجال الدين الكاثوليك الرومانيين.
ومن ثم، شكل القس دوناتوس – كما سلف الذكر- حركة ثورية دينية واجتماعية وسياسية قامت بدور تاريخي هام. وقد انشق دوناتوس عن المذهب المسيحي الذي أراد الإمبراطور الروماني تيودوز فرضه على الشعوب الخاضعة لحكمه منذ تبنيه له، وقد تسبب هذا الانشقاق في مجابهات دموية كثيرة بين الكنيسة وجيش الإمبراطور المتحالفين ضد الدوناتية والثوارالريفيين الذين وجدوافي هذه الحركة منفذا للدفاع عن كينونتهم (2) استمرت تقريبا حتى مجيء الوندال لشمال إفريقيا سنة 439م”. وقاد دوناتوس في إطار ثورته الدينية مجموعة من رجال الكنيسة الأمازيغيين الرافضين للسلطة الرومانية والتي أدت إلى ما يسمى بالثورة الدوناتية نسبة إلى دوناتوسDonatus . وتمتاز هذه الحركة الدوناتية الدينية بأنها ذات صبغة أمازيغية متمردة عن الحكم الروماني وتعاليم الكنيسة الرسمية.
وعليه، فإن دوناتوس كان يدعو إلى مذهب ديني جديد يقوم على إقرار المساواة بين الناس، ويعمل على مساعدة الفقراء ولا يعترف بأية سلطة غير سلطة الإله الخالق، وكان يأمر الأمازيغيين بطرد كبار الملاك من أراضيهم وأصحاب النفوذ من المسيحيين الكاثوليك من بلادهم.
وقد انتشرت الدوناتية في الكثير من الولايات والممالك الأمازيغية وخاصة في ولاية أفريكا وولاية نوميديا، وتشكلت ميدانيا مجموعة من التنظيمات العسكرية التي كانت تهاجم مزارع الأرستقراطيين الرومان لتحرير عبيدها وأقنانها المظلومين.
بيد أن هناك من الباحثين من يقسم الحركة الدوناتية إلى مجموعتين: مجموعة دوناتية تستغل الدين لتحقيق مصالحها ومآربها الشخصية، وهي عصابة من العبيد الأمازيغيين المتوحشين الذين يثورون ويغتصبون وينهبون قصد الوصول إلى أطماعهم المادية، وقسم آخر من الدوناتيين الذين حافظوا على مبادئهم الأخلاقية ومعتقداتهم الدينية ينتهزون الفرصة السانحة لمجابهة الرومان ضمن رؤية دينية وسياسية معقولة ومقبولة. وفي هذا يقول أحمد توفيق المدني الباحث الجزائري: ” عندما مات أسقف المغرب المدعى مانسوريوس وقع الخلاف في تسمية خليفته وترشح لذلك الراهب ساسليان، لكن أنصار الفتنة أبوا الموافقة على هذه التسمية وكان زعيم المعارضين راهب قرية بربرية يدعى دونات (Donate).
وتألف عندئذ جند من أشد الدوناتيين تعصبا وأخذوا يجوبون أطراف البلاد بدعوى ضم جميع المسيحيين إليهم، وكان أغلب هؤلاء الدوناتيين من العبيد الآبقين وممن لا يملكون في هذه الدنيا غير أجسامهم، فاتخذوا لنفسهم مذهبا اجتماعيا هو خليط من الشيوعية والفوضوية. ويقولون إنهم يريدون أن يقروا مبدأ المساواة التامة في الرزق بين الناس، وأنهم لا يعترفون بأية سلطة، وطفقوا كذلك يتجولون وانقلبوا عصابة نهب وسلب ترتكب الفظائع وتقوم بالذبائح، ولم يبق لهم من الصبغة الدينية أي شيء، فتعقبتهم الجنود الرومانية وقطعت في آخر القرن الرابع دابرهم، لكن الدوناتيين الحقيقيين وأغلبهم من أبناء البربر ظلوا محافظين على قوتهم وصلابتهم يترقبون سنوح فرصة للانقضاض على أعدائهم، وكانت حركتهم سياسية ترمي إلى التحرير، متقمصة في ثوب حركة دينية.
وأعظم أسباب هذا الهيجان هو النظام الاستعماري الروماني الذي ملك الأرض بيد ثلة منتفعة وحرم منها جماعة الناس.” (3)
ويتبين لنا من هذا أن الدوناتية تنقسم في طبيعتها إلى حركتين: حركة ثورية إرهابية شيوعية فوضوية، وحركة دينية معتدلة مناضلة متعقلة في خططها الإستراتيجية في التعامل مع القوات الرومانية. ولكن الدوناتية في جوهرها حركة اجتماعية تدافع عن الفقراء والمظلومين وتقف في وجه الإقطاعيين الأرستقراطيين الذين استحوذوا على أجود الأراضي فحولوا أصحابها الأمازيغيين إلى عبيد أرقاء، كما استغل رجال الدين الكاثوليك سلطتهم الدينية في شمال إفريقيا فبدأوا في نهب خيرات البرابرة والسيطرة على ممتلكات الأمازيغيين وثرواتهم، وحولوهم إلى عبيد أذلاء بدون أرض ولا مأوى، وتركوهم بطونا جائعة تبحث عن الخبز بدون جدوى. وهذا ما أفرز حركة “الدوارين” ، وفجر الثورة الدوناتية لتنادي بالمساواة والتغيير الجذري عن طريق طرد المستغلين من أراضي تامازغا. لكن المستغلين الرومان سارعوا إلى الدفاع عن المذهب الكاثوليكي الذي كان يمثله القديس أغسطنيوس ضد المذهب الدوناتي الذي كان مذهبا عقائديا اجتماعيا وثوريا، يؤمن بالفعل والتغيير وفضح التسلطن الروماني.
هذا، وقد سبب هذا الصراع الديني في مواجهات دموية:”عكست بوضوح الصراع الاجتماعي في ولايات روما، ويتجلى ذلك في كون الإمبراطور والدولة الرومانية ومن ورائهما الملاك الكبار ساندوا الكنيسة الكاثوليكية الرسمية ضد دوناتوس وأتباعه الأمازيغ، وقاموا باضطهادهم لما شكلته المبادئ التي اعتنقوها من خطر على امتيازاتهم، ذلك أن دوناتوس الذي عانق قضايا الفقراء والمضطهدين نادى بإبعاد وطرد الأشرار- وقصد بهم كبار الملاك والمرابين وذوي النفوذ- من الجماعة المسيحية، فكانت الدوناتية بذلك عقيدة الثورة التي فجرها الأمازيغ واستمر لهيبها إلى زوال الحكم الروماني، ولم يزد التنكيل والاضطهاد الرومانيين الدوناتوسية إلا تجذرا وأتباعها إلا تشبثا بتعاليمها، لكونها تعبر عن آلامهم وآمالهم في العدل والمساواة.”
ومع اكتساح الثورة الدوناتية لكثير من ولايات شمال إفريقيا وسرعة انتشارها بين الفقراء والضعفاء الأمازيغيين، قررت الحكومة الرومانية الضرب على أيدي الدوناتيين والقضاء عليهم نهائيا. لذلك أرسلت روما أحسن قواد جيشها رفقة قوات عسكرية عاتية سنة 411 م للتنكيل بالدوناتيين، فشتتتهم بقوة وعنف وقضت على أتباع هذه الحركة الدينية، وسلمت أملاكها وكنائسها للمسيحيين الكاثوليك، في النفس الوقت الذي كانت فيه الإمبراطورية الرومانية على وشك التداعي والسقوط الاضمحلال.

## نتائج الثورة الدوناتية
من النتائج التي حققتها الثورة الدوناتية أن المقاومة الأمازيغية في شمال إفريقيا ستتجاوز المقاومة العسكرية إلى نوع آخر من المقاومة تتمثل في النضال الديني والاجتماعي. وسيحارب الأمازيغيون الإمبراطورية الرومانية المسيحية بنفس السلاح العقدي للتخلص من نير الاستعمار ومناهضة الاضطهاد والاستغلال. وستعمل الثورة الدوناتية على إشعال الكثير من الثورات والفتن، وستساهم في ظهور الكثير من الجماعات المتمردة عن السلطة الرومانية وخاصة ما يعرف بالثوار” الدوارين” الذين كانوا يدورون حول مخازن الحبوب يريدون سرقتها بسبب الجوع وكثرة الفاقة.
هذا، وقد ساهمت هذه الحركة الدوناتية في اضمحلال الإمبراطورية الرومانية وتأجيج الصراع الديني وتناحر السلطتين: الدينية والسياسية على المستوى المركزي في العاصمة الرومانية، وانبثاق الصراع العقائدي
بين الدوناتية والعقيدة الكاثوليكية. وفي هذا الصدد يقول عبد الله العروي:”تهافت المغاربة على الحركة الدوناتية ( نسبة إلى الأسقف دونات) المنشقة وأعطوا لكنيستهم صبغة قومية واضحة دون أي اعتبار لمفهوم الكثلكة، أي الجماعة، محور كل مسيحية تكيفت مع واقع التفاوت الاجتماعي.
تسبب الانشقاق الدوناتي مدة قرن كامل في مجابهات دموية كثيرة. قاد المعركة من الجانب الكاثوليكي أوغسطين، متكلا كليا على السلطة المدنية ومستفيدا من الرعب الذي استولى على كبار الملاكين بسبب ما احتوت عليه الحركة الدوناتية من أهداف ثورية اجتماعية. انتصر أوغسطين سنة 412 لكنه لم يتلذذ بالانتصار إلا مدة قصيرة. استولى على إفريقيا الشمالية سنة 439 الوندال الموالون لبدعة أريوس فاستغلوا ضد الكاثوليكيين تلك الوسائل العنيفة التي استعملها هؤلاء ضد الدوناتيين. انتقمت الكنيسة الإفريقية لنفسها في النهاية، باستدعاء البيزنطيين وإعانتهم على طرد الوندال، لكن بعودة المنطقة إلى حظيرة الإمبراطورية فقدت الكنيسة الاستقلال الذي ما فتئت تحارب من أجله منذ أواسط القرن الثالث.”.
وعلى الرغم من هجوم الرومان على الدوناتيين للقضاء عليهم، وما ترتب عن ذلك من تشتيت لوحدتهم والتنكيل بثوارهم، إلا أن الدوناتية ظلت نزعة دينية وثورة عارمة يؤمن بها كل الأمازيغيين. وبالتالي، لم تستطع القوات الرومانية أن تمحي الدوناتية من قلوب الأمازيغيين الذين آمنوا بها ذهنا ووجدانا وعاطفة وممارسة. وفي هذا الصدد يقول محمد بوكبوط الباحث الأمازيغي المغربي:”شن الرومان حربا لا هوادة فيها ضد الدوناتيين باعتبارهم محرضي الثوار، لكن النتيجة كانت عكس ما سعى إليه الرومان، إذ تجذرت الدوناتية في أوساط الأمازيغ تعبيرا منهم على الإصرار على التمسك بهويتهم والحفاظ على كينونتهم المتميزة عن المحتلين الرومان، ومن ثم، كانت الدوناتية رد فعل مذهبي واجتماعي من جانب الأمازيغ ضد القوالب الفكرية والدينية التي كانت تسعى مؤسسات الاحتلال دولة وكنيسة صهر الأمازيغ فيها لاحتوائهم وطمس هويتهم.”.
هكذا، يبدو لنا أن الحركة الدوناتية قد ساهمت بشكل كبير في تدهور الإمبراطورية الرومانية وسببت في اضمحلالها بكل سرعة ليحل محلها الوندال الغزاة والبيزنطيون العداة.(4)

## انظر ايضًا
- تاريخ المسيحية في أفريقيا الشمالية
- مسيحيون أمازيغ
- الحركة الدوناتية